# Carleton Carpenter
Carleton Carpenter, alla nascita Carleton Upham Carpenter Jr. (Bennington, 10 luglio 1926 – Warwick, 31 gennaio 2022), è stato un attore, scrittore e compositore statunitense.

## Biografia
Figlio di Carleton Upham Carpenter, dopo gli studi alla Old Bennington High School, si arruolò nella Marina militare statunitense come Seabees durante la seconda guerra mondiale, contribuendo a costruire la pista di atterraggio dal quale decollò l'Enola Gay nel suo volo per bombardare Hiroshima.
Iniziò la sua carriera come illusionista e attore teatrale a Broadway, iniziando con la prima produzione di David Merrick, Bright Boy, nel 1944, seguita da apparizioni come co-protagonista in Three to Make Ready con Ray Bolger, John Murray Anderson's Almanac e L'albergo del libero scambio. È stato uno dei protagonisti del primo programma televisivo prodotto dalla NBC, Campus Hoopla, andato in onda tramite WNBT a New York City dal 1946 al 1947. Notato dal produttore indipendente Louis de Rochemont, nel 1949 approdò a Hollywood interpretando la parte di un fidanzato in La tragedia di Harlem e, in seguito, venne di nuovo scelto da Rochemont nel film Il fischio a Eaton Falls (1951).
Carpenter, dopo aver firmato un contratto con la Metro Goldwyn Mayer nel 1950, interpretò nei tre anni seguenti otto pellicole, delle quali due da protagonista. Diventa famoso accanto a Debbie Reynolds in Tre piccole parole, dove cantano insieme il brano I Wanna Be Loved by You nei panni degli attori di vaudeville Dan Healy e Helen Kane, e in Due settimane d'amore, dove il loro duetto Aba Daba Honeymoon fu il primo brano della colonna sonora a raggiungere il disco d'oro e la terza posizione nella classifica di Billboard. Dopo il 1953, Carpenter comparve in qualche serie televisiva, ritornando saltuariamente al cinema negli anni successivi.
Come compositore di canzoni, scrisse Christmas Eve per Billy Eckstine, quindi Cabin in the Woods, Every Other Day, Can We Forget, I Wouldn't Mind, A Little Love e Come Away. Compose inoltre un musical, Northern Boulevard, prodotto e interpretato da Rosetta LeNoire. Scrisse anche sceneggiature per il cinema e la televisione, lavorando con Debbie Reynolds, Kaye Ballard, Marlene Dietrich ed Hermione Gingold. Negli anni '70 e '80 si dedicò alla letteratura, scrivendo romanzi di successo come Deadhead, Games Murderers Play, Cat Got Your Tongue?, Only Her Hairdresser Knew, Sleight of Deadly Hand, The Peabody Experience, e Stumped. Nel 2016 pubblicò la sua autobiografia, The Absolute Joy of Work.
Carpenter morì nel gennaio del 2022 a Warwick, nei pressi di New York, all'età di 95 anni.

## Filmografia

### Cinema

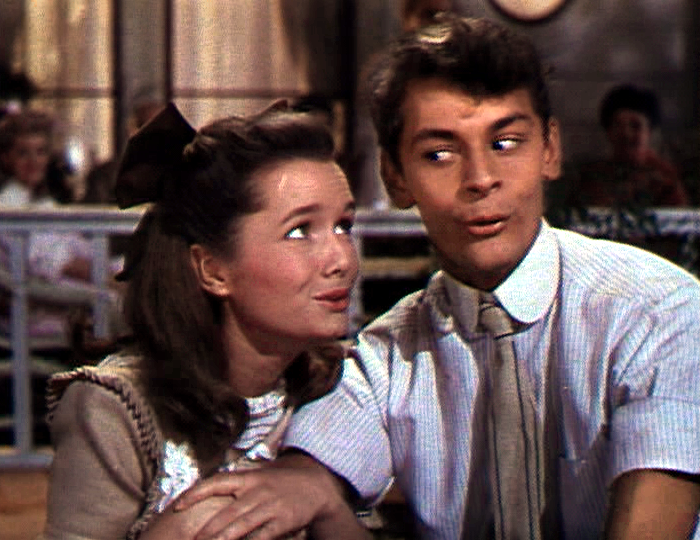
Carleton Carpenter con Debbie Reynolds nel film Due settimane d'amore (1950)

- La tragedia di Harlem (Lost Boundaries), regia di Alfred L. Werker (1949)
- Il padre della sposa (The Father of the Bride), regia di Vincente Minnelli (1950)
- Tre piccole parole (Three Little Words), regia di Richard Thorpe (1950)
- L'allegra fattoria (Summer Stock), regia di Charles Walters (1950)
- Due settimane d'amore (Two Weeks With Love), regia di Roy Rowland (1950)
- La valle della vendetta (Vengeance Valley), regia di Richard Thorpe (1951)
- Il fischio a Eaton Falls (The Whistle at Eaton Falls), regia di Robert Siodmak (1951)
- Fearless Fagan, regia di Stanley Donen (1952)
- Sky Full of Moon, regia di Norman Foster (1952)
- Femmina contesa (Take the High Ground!), regia di Richard Brooks (1953)
- Quota periscopio (Up Periscope), regia di Gordon Douglas (1959)
- Cauliflowers Cupid, regia di Peter Savage e Jerome Shaw (1970)
- Some of My Best Friends Are..., regia di Mervyn Nelson (1971)
- Rosemary's Killer (The Prowler), regia di Joseph Zito (1981)
- The American Snitch, regia di Richard A. Harris (1983)

### Televisione
- Goodyear Television Playhouse – serie TV, un episodio (1955)
- The Best of Broadway – serie TV, un episodio (1955)
- Luke and the Tenderfoot – serie TV, due episodi (1955)
- The Alcoa Hour – serie TV, episodio 1x03 (1955)
- General Electric Theater – serie TV, due episodi (1955-58)
- Star Tonight – serie TV, un episodio (1956)
- The Goldbergs – serie TV, due episodi (1956)
- Men of Annapolis – serie TV, episodi 1x02-1x10 (1957)
- Lux Playhouse – serie TV, un episodio (1958)
- Le grandi fiabe (Shirley Temple's Storybook) – serie TV, un episodio (1958)
- Cimarron City – serie TV, episodio 1x14 (1959)
- Trackdown – serie TV, un episodio (1959)
- The Millionaire – serie TV, un episodio (1959)
- The Ann Sothern Show – serie TV, un episodio (1959)
- The Alaskans – serie TV, un episodio (1959)
- The Rifleman – serie TV, un episodio (1959)
- Papà ha ragione (Father Knows Best) – serie TV, un episodio (1960)
- Outlaws – serie TV, un episodio (1960)
- Pete and Gladys – serie TV, episodio 2x27 (1962)
- The Beachcomber – serie TV, un episodio (1962)
- Perry Mason – serie TV, un episodio (1963)
- Un equipaggio tutto matto (McHale's Navy) – serie TV, un episodio (1963)
- The DuPont Show of the Week – serie TV, un episodio (1964)
- Directions – serie TV, un episodio (1964)
- Vacation Playhouse – serie TV, un episodio (1965)
- I Roper (The Ropers) – serie TV, un episodio (1979)

## Doppiatori italiani
Nelle versioni in italiano dei suoi film, Carleton Carpenter è stato doppiato da:
- Sergio Tedesco in Femmina contesa
- Gianfranco Bellini in Quota periscopio